# Damir Škaro
Damir Škaro (ur. 2 listopada 1959 w Zagrzebiu) – chorwacki bokser, medalista igrzysk olimpijskich w 1988, później polityk. W czasie kariery sportowej reprezentował Jugosławię.

## Osiągnięcia sportowe
Wystąpił w wadze średniej (do 75 kg) na igrzyskach olimpijskich w 1980 w Moskwie, ale przegrał pierwszą walkę z Wiktorem Sawczenko ze Związku Radzieckiego. Na kolejnych igrzyskach olimpijskich w 1984 w Los Angeles dotarł do ćwierćfinału tej kategorii wagowej, w którym pokonał go Virgil Hill ze Stanów Zjednoczonych. Przegrał pierwszą walkę w wadze średniej z Henrym Maske z Niemieckiej Republiki Demokratycznej na mistrzostwach Europy w 1985 w Budapeszcie.
Zdobył brązowy medal w wadze półciężkiej (do 81 kg) na mistrzostwach świata w 1986 w Reno po wygraniu dwóch walk i porażce w półfinale z późniejszym triumfatorem Kubańczykiem Pablo Romero. Zwyciężył w tej kategorii wagowej na igrzyskach śródziemnomorskich w 1987 w Latakii. Zajął 2. miejsce w wadze półciężkiej w Pucharze Świata w 1987 w Belgradzie po przegranej w finale z Jurijem Waulinem z ZSRR.
Na igrzyskach olimpijskich w 1988 w Seulu zdobył brązowy medal w kategorii półciężkiej, po wygraniu trzech walk i przegranej walkowerem w półfinale z Nurmagomiedem Szanawazowem z ZSRR.
Škaro był również mistrzem krajów bałkańskich w wadze średniej w 1982 i brązowym medalistą w wadze lekkośredniej (do 71 kg) w 1979. Był mistrzem Jugosławii w wadze średniej w 1980 oraz w wadze półciężkiej w 1986 i 1987, a także wicemistrzem w wadze średniej w 1983.

## Działalność polityczna
W 1995 został wybrany do Zgromadzenia Chorwackiego z ramienia Chorwackiej Wspólnoty Demokratycznej (HDZ). Sprawował mandat posła do 2000.